# Maison d'arrêt de Chaumont
La maison d'arrêt de Chaumont est une maison d'arrêt française située dans la commune de Chaumont, dans le département de la Haute-Marne et dans la région Grand-Est.
L'établissement dépend du ressort de la direction interrégionale des services pénitentiaires de Strasbourg. Au niveau judiciaire, l'établissement relève du tribunal judiciaire de Chaumont et de la cour d'appel de Dijon.

## Historique
La maison d'arrêt de Chaumont est construite entre 1881 et 1886 et entre en activité en 1887. Le décret d'ouverture de l'établissement du 25 janvier 1887 indique que l'établissement peut accueillir des détenus hommes et femmes.
Un bâtiment de l'établissement est détruit par un bombardement durant la Seconde Guerre mondiale.
Le quartier « Maison d'arrêt Femmes » est supprimé le 15 juillet 1972.
En 2005, un incendie accidentel détruit le toit du bâtiment principal de l'établissement, entrainant sa fermeture pour toute la durée des travaux de réfection.
L'établissement, précédemment rattaché à la direction interrégionale des services pénitentiaire de Dijon, est désormais rattaché à la direction interrégionale des services pénitentiaires de Strasbourg depuis janvier 2017 à la suite d'une réforme de la carte pénitentiaire.

## Description
Située au 27 rue du Val Barizien à Chaumont, la maison d'arrêt est le seul établissement pénitentiaire du département. Elle dépend du ressort de la direction interrégionale des services pénitentiaires de Strasbourg et, au niveau judiciaire, l'établissement relève du tribunal judiciaire de Chaumont et de la cour d'appel de Dijon.
L'établissement, d'une superficie de 8 137 m² et situé sur une emprise de 8 700 m², a une capacité d'accueil de 78 places, pour des détenus hommes, mineurs et majeurs, prévenus ou condamnés à des peines de moins d'un an.
Les bâtiments de détention, répartis entre deux divisions, sont constitués :
- dans la première division : d'un quartier « Maison d'arrêt Hommes majeurs »[3] ;
- dans la seconde division : d'un quartier « Maison d'arrêt Hommes mineurs » et d'un quartier « Semi-liberté Hommes », cette division accueillant également le quartier disciplinaire[3].

Au 1er février 2022, l'établissement accueillait 82 détenus, soit un taux d'occupation de 105.1%.
L'établissement est l'un des deux de la région Grand Est et l'un des vingt du pays où les extractions judiciaires sont assurées, par exception, par la Police nationale et non par l'Administration pénitentiaire.